# Yaawou
Yaawou (franska: Yahou, Yawou) är ett berg i Kamerun.   Det ligger i regionen Västra regionen, i den centrala delen av landet, 240 km norr om huvudstaden Yaoundé. Toppen på Yaawou är 1 543 meter över havet, eller 382 meter över den omgivande terrängen. Bredden vid basen är 14,3 km.
Terrängen runt Yaawou är huvudsakligen kuperad, men åt sydväst är den platt. Trakten runt Yaawou är ganska tätbefolkad, med 67 invånare per kvadratkilometer. Trakten runt Yaawou är huvudsakligen savannskog.